# 王様のアイディア
王様のアイディア（おうさまのアイディア）は、2022年2月22日に、株式会社パートナーズが運営を始めたECサイトおよびクリエイター応援サイト。また、1965年から2007年まで、株式会社金鳳堂がアイディア商品などの生活雑貨を全国展開で販売していた小売店のブランド名でもある。

## 概要
眼鏡などの販売を行っている株式会社金鳳堂（初代）の事業部の一つとして、1965年（昭和40年）に八重洲店を開店。以来、各地の地下街や駅ビルなどに出店した。楽天市場やYahoo!ショッピングにも出店していたが、2007年（平成19年）5月31日にネット上の店舗を含め全店が閉店した。金鳳堂については#会社概要を参照（後、2009年、三城（現・パリミキホールディングス）の100%子会社「株式会社オプトレーベル」が眼鏡小売事業を譲り受けると共に、社名も株式会社金鳳堂（2代目）に改めた）。全店舗が閉店後も、長きにわたり熱心な愛好者が多く存在していた。
2022年（令和4年）2月22日には、株式会社パートナーズを運営元としたECサイトとして「王様のアイディア」のブランドが復活した。日本を代表するアイディア系クリエイターが商品提供に協力し、実店舗の復活も計画されている。

## 参加クリエイター(2022年以降)
五十音順（2022年4月1日現在）
- ゐずみ
- 乙幡啓子
- カナイガ
- 株式会社人間
- 企画デザイン2時
- くだらないもの工房匠
- 現代美術二等兵
- ザリガニワークス
- せこなお
- 専業ムフ
- たいがー・りー
- 髙橋晋平
- ナンカ
- 林雄司
- フクサワタカユキ
- 文具王・高畑正幸
- 松岡厚志
- ミチル
- 明和電機

## かつての代表的商品(2007年まで)
- ごろねスコープ - レンズにプリズムを使った、横になっていてもテレビを見ることができるメガネ。
- セッチマ - 強力漂白歯磨き粉。

## かつて存在していた店舗(2007年まで)
- 京橋中央通り店
- 新宿店（東京都新宿区） - 新宿マイシティ（現ルミネエスト新宿）内。2004年にKING's IDEAにリニューアルした後、2007年1月に閉店し、金鳳堂のサングラス専門店「Princess eye」に業態転換した。
- 吉祥寺店（東京都武蔵野市） - 吉祥寺ロンロン内。1989年（吉祥寺ロンロン大改装時期）以前までは地階、改装リニューアル以降は2Fにフロア移転していた。
- 八重洲店（東京都中央区） - 八重洲地下街にある第1号店。
- ホープ店（東京都豊島区） - 東武ホープセンター内。
- 池袋PARCO店（東京都豊島区） - JR池袋駅に隣接していた駅ビルの5F。
- 目黒駅ビル店（東京都品川区）- サンメグロ内。1967年-？
- 蒲田店（東京都大田区）- 蒲田東急プラザ内。1968年-？
- 立川駅ビル店（東京都立川市）- ルミネ立川店内。1982年-？
- 立川中武デパート2階
- 東京駅北店（東京都千代田区） - 東京駅名店街内。1999年-？
- 二子玉川店（東京都世田谷区） - 玉川高島屋本館内。
- 川崎店（神奈川県川崎市川崎区） - 川崎アゼリア内。1987年-2005年
- 横浜店（神奈川県横浜市中区） マリナード地下街。
- 横浜ダイヤモンド地下街
- 横浜東口スカイビル4階→2階
- 船橋店（千葉県船橋市） - シャポー船橋地下1階。
- 市川店（千葉県市川市） - シャポー市川内。
- 新潟店（新潟県新潟市） - 西堀ローサ内。1976年-？
- 新静岡センター2階→3階
- 静岡パルシェ地下1階店（静岡県静岡市） - 新静岡センター内 - パルシェ内に移転。
- 名古屋ユニモール店（愛知県名古屋市中村区）- ユニモール内。1970年-？
- 名古屋栄地下街店（愛知県名古屋市）
- 名古屋メイテツメルサ6階
- 京都店（京都府京都市） - 京都駅地下街ポルタにあった。
- 京都四条大丸3階（京都府京都市）
- 日生中央店（兵庫県川辺郡猪名川町） - 写真屋さん45 Digital Conびni 日生中央店内。
- 神戸さんちかタウン店（さんちか3番街）
- 神戸生田大丸6階
- オーク200店（大阪府大阪市港区） - 写真屋さん45 Digital Conびni オーク200店内。
- 大阪なんばシティ1階店（大阪府大阪市中央区）- なんばシティ内。1978年-？
- 大阪なんばシティ地下2階店（大阪府大阪市中央区）- なんばシティ内。
- 大阪淀屋橋サンストア0階（大阪府）
- 大阪心斎橋大丸6階（大阪府）
- 大阪梅田店（大阪府）
- 大阪梅田阪急グランドビル31階（大阪府）
- 福岡店（福岡県福岡市中央区） - 天神地下街内。
- 札幌パルコ6階（アイデアママ）
- 札幌地下街ポールタウン
- 旭川エスタ
- 仙台店（仙台エスパル）
- 丸の内国際ビル1階店
- 霞が関ビル3階店
- 千葉パルコ6階→7階
- 大宮中央デパート3階
- 川越まるひろデパート4階→6階→4階
- 浜松遠鉄名店ビル3階
- 高崎モントレー5階
- 甲府岡島デパート4階
- 長野丸善デパート4階
- 岐阜パルコ7階（岐阜県岐阜市）
- 大分パルコ5階（大分県大分市）
- 大垣ヤナゲンB館4階（岐阜県大垣市）
- 土浦ウイング4階
- サンフランシスコ JAPANESE CULTURAL&TRADE

## 会社概要
株式会社金鳳堂（初代）としてのデータ
- 社名：株式会社金鳳堂
- 創業：1887年（明治20年）4月
- 設立：1953年（昭和28年）12月
- 資本金：9,100万円
- 事業内容：
  - 王様のアイディア事業部：生活用品全般各種新製品の販売
  - 眼鏡事業部：メガネ・コンタクトレンズ・光学品・補聴器の販売
- 所在地：
  - 本社：〒104-0031 東京都中央区京橋2丁目8番1号
  - 王様のアイディア事業部：〒134-0085 江戸川区南葛西6-2-23

現在はパリミキホールディングスの子会社で、法人格としては2代目である。